# 조영규 (여말선초)
조영규(趙英珪, 생년 미상 ~ 1395년 1월 9일)는 여말선초의 인물로, 조선의 개국공신이다. 이성계 휘하에서 무장으로 활약했으며, 이방원의 지시를 받아 선죽교에서 정몽주를 암살한 인물로 유명하다.

## 생애
고려 평민 출신이고 신창 조씨(新昌 趙氏)의 시조이며 초명(初名)은 조평(趙評)이다. 1382년 음서로써 고려 무관 관직에 천거된 그는 이성계를 따라다니며 왜구를 격퇴하였고, 이후 이성계의 세력 구축에서도 활약했다. 또한 그는 이방원의 심복이고, 정몽주를 직접 살해하기도 하였다. 1392년 7월 17일 조선 개국에 참여하여 개국 2등공신에 녹훈되었고, 예조 전서(禮曹典書)를 지냈다. 1395년 1월 9일에 병으로 사망했고, 참찬문하부사(參贊門下府事)로 추증되었다.

## 가족 관계
- 자녀
  - 조주(趙珠)
  - 조인(趙仁)
  - 조우(趙祐)

## 조영규가 등장하는 작품
- 《개국》 (KBS, 1983년~1983년, 배우:장학수)
- 《용의 눈물》(KBS, 1996년~1998년, 배우:송종원)
- 《정도전》(KBS, 2014년~2014년, 배우:김윤태)
- 《육룡이 나르샤》(SBS, 2015년~2015년, 배우:민성욱)
- 《태종 이방원》(KBS, 2021년~2022년, 배우:김건)

### 영화
- 《순수의시대》(2015년,  배우: 최무성)

1. ↑  협찬개국공신